# Аэтос (эсминец)
«Аэтос» (греч. Αετός — орёл) — греческий эскадренный миноносец одноимённого типа. Принял участие в Балканских войнах, Первой мировой и Второй мировой войнах. Строился, как и три других корабля серии, по заказу Аргентины на верфи Cammell Laird. Аргентинцы нарекли корабль San Luis. В 1912 году все корабли серии были срочно выкуплены Грецией за 148 000 фунтов стерлингов каждый. Греция желала усилить свой военно-морской флот ввиду надвигавшихся Балканских войн. За этой серией эсминцев на греческом флоте закрепилось прозвище «звери» (греч. Θηρία).
Эсминец поднял греческий флаг 19 мая 1912 года, будучи ещё в Англии и с иностранным экипажем на борту. Иностранный экипаж взял на себя перегон эсминца в Алжир, где его и другие корабли серии ожидало мобилизованное судно обеспечения «Иония» (греч. Ιωνία) с греческими экипажами на борту. При входе в Средиземное море «Аэтос» потерпел аварию и оказался неуправляемым ввиду серьёзного механического повреждения. Был взят на буксир одним из «зверей» и отбуксирован в Алжир, после чего в течение 5 недель простоял на ремонте.
В ходе Балканских войн были приобретены только основные боеприпасы (3000 снарядов). Ввиду отсутствия торпед эсминцы серии в этот период числились разведывательными кораблями. Во время Балканских войн командиром корабля был капитан А. Дурутис.
Вместе с эсминцем «Иэракс» 21 октября (3 ноября) 1912 года «Аэтос» освободил остров Псара. Турецкий гарнизон и поселённое здесь после резни 1824 года турецкое население не оказали сопротивление и 4 тысячи турок сдались без боя греческим морякам. Единственный снаряд, который выпустил «Аэтос» для устрашения, расчленил местного муфтия.
3 (16) декабря 1912 года «Аэтос» вместе с тремя другими «зверями» принял участие в греческой победе над турецким флотом у Элли.
9 (22) декабря четыре «зверя» и подводная лодка «Дельфин» приняли участие в скоротечном морском бою, перехватив пытавшихся выйти из Дарданелл турецкий крейсер «Меджидие» и четыре турецких эсминца. В ходе этого боя «Дельфин» произвёл торпедную атаку «Меджидие».
«Звери» наряду с четырьмя греческими броненосцами и пятью другими эсминцами приняли участие в последовавшей греческой победе над турецким флотом у Лемноса, после которой турецкий флот не посмел более выйти из проливов.
В годы Первой мировой войны эсминец с опозданием был задействован в военных операциях Антанты, по причине первоначального нейтралитета Греции. Все четыре «зверя» были конфискованы союзниками в октябре 1916 года и переданы французам в ноябре, после чего находились в составе французского флота в период с 1917 по 1918 год. В 1918 году корабли были возвращены Греции в плачевном состоянии и понадобилось много усилий экипажей, чтобы привести их в надлежащее состояние для выполнения задач по сопровождению конвоев. Эсминец принял участие в эвакуации греческого населения из России в ходе гражданской войны в России а также в малоазийском походе греческой армии (1919—1922), поддерживая высадку греческой армии в Мраморном море и на малоазийском побережье Эгейского моря.
После войны «Аэтос» прошёл модернизацию, в период 1925—1927. В 1925 году, в Англии, его 4 твердотопливных котла и 1 котёл на мазуте были заменены на 4 котла Yarrow. Одновременно изменился и его силуэт: вместо 5 дымовых труб на корабле были установлены 2.
Эсминец был в числе кораблей греческого флота, сумевших перейти на Ближний Восток после вторжения войск нацистской Германии в Грецию в апреле 1941 года. «Аэтос» продолжил участие в Второй мировой войне совместно с британским Королевским флотом, действуя в составе сил охранения конвоев и в операциях в Индийском океане.
В период с декабря 1941 по февраль 1942 года на прошёл модернизацию вооружения на верфи в Калькутте. Выведен из состава греческого флота в 1946 году

## Наследники
- «Аэтос II». Вошёл в состав флота в 1951 году.